# Colossus (Thorpe Park)
Colossus is een stalen achtbaan in het Engelse pretpark Thorpe Park met 10 inversies. Hierdoor was hij samen met een replica in een Chinees pretpark (genaamd Tenth Ring Roller Coaster) de enige achtbaan ter wereld met meer dan 8 inversies tot de opening van The Smiler (met 14 inversies).
Colossus is ontworpen en gebouwd door het Zwitserse Intamin AG, is 840 meter lang, 30 meter hoog en heeft een topsnelheid van 72,4 kilometer per uur. De achtbaan is geplaatst in het themagedeelte Lost City en is gethematiseerd rond pas opgegraven ruïnes van Atlantis. De maximumcapaciteit per uur met 2 treinen is 1300 personen.

## Treinen
De treinen van de Colossus bestaan uit zeven karretjes waarin vier personen kunnen plaatsnemen. Hiermee komt het totale aantal zitplaatsen per trein op achtentwintig.

## Foto's

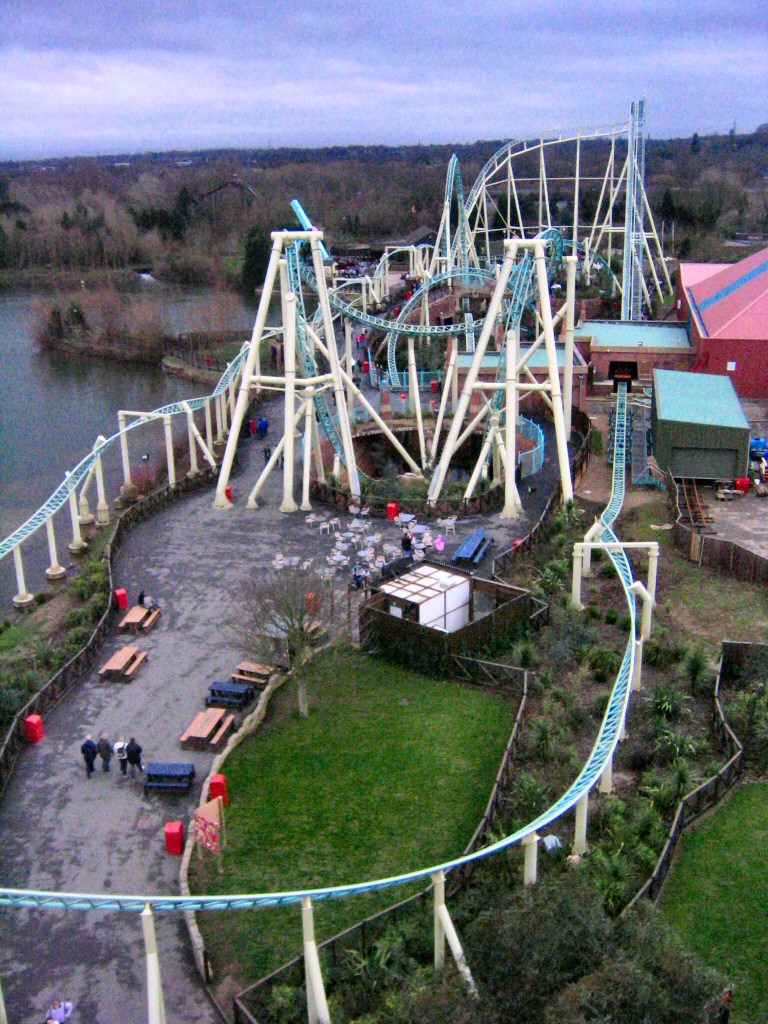
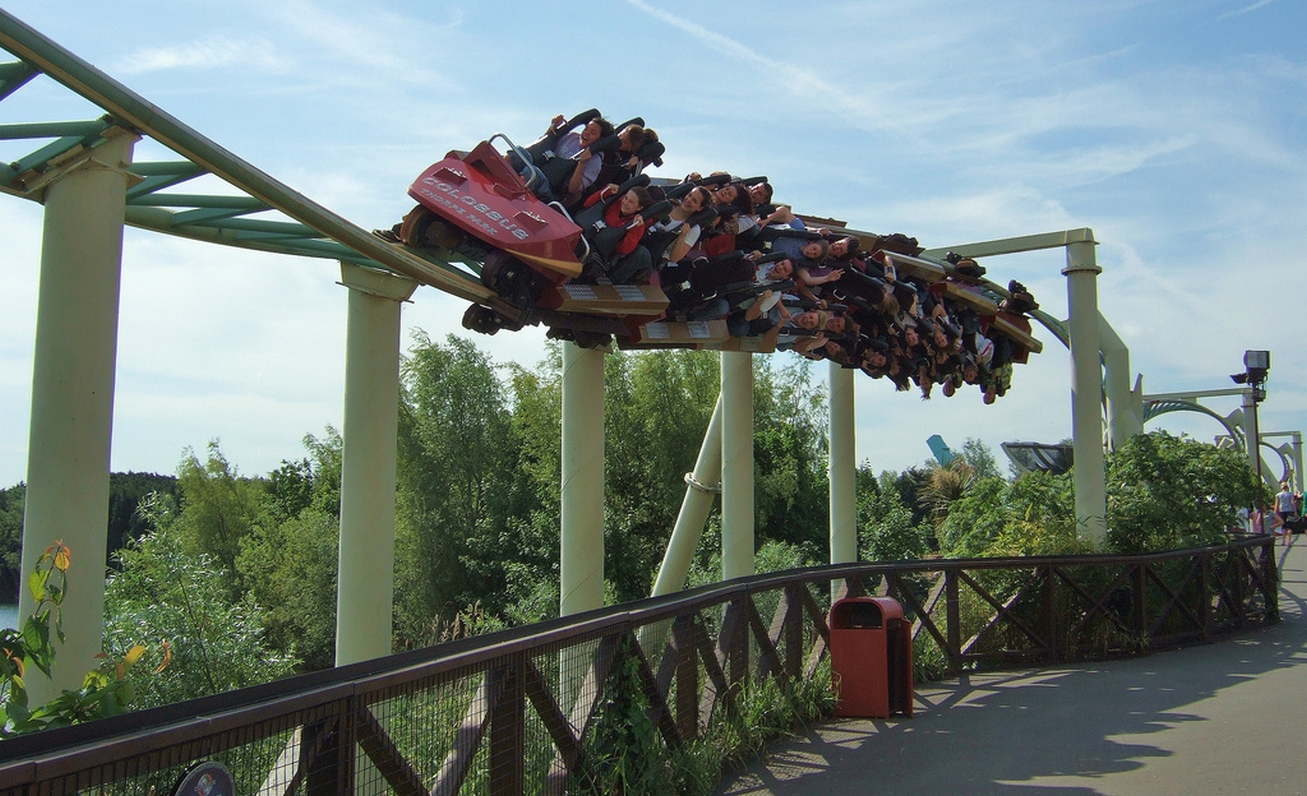

## Inversies
- 1 looping
- 1 cobra roll
- 2 kurkentrekkers
- 5 hartline rolls